# Aïn Fetah
Aïn Fetah (em árabe: عين فتاح) é uma cidade e comuna localizada na província de Tremecém, no noroeste da Argélia. Em 2008, sua população era de 7 352 habitantes.